# Yajalón
Yajalón est une municipalité du Chiapas, au Mexique. Elle couvre une superficie de 162,3 km2 et compte 37 833 habitants en 2015.